# Bahnhof Köln-Longerich

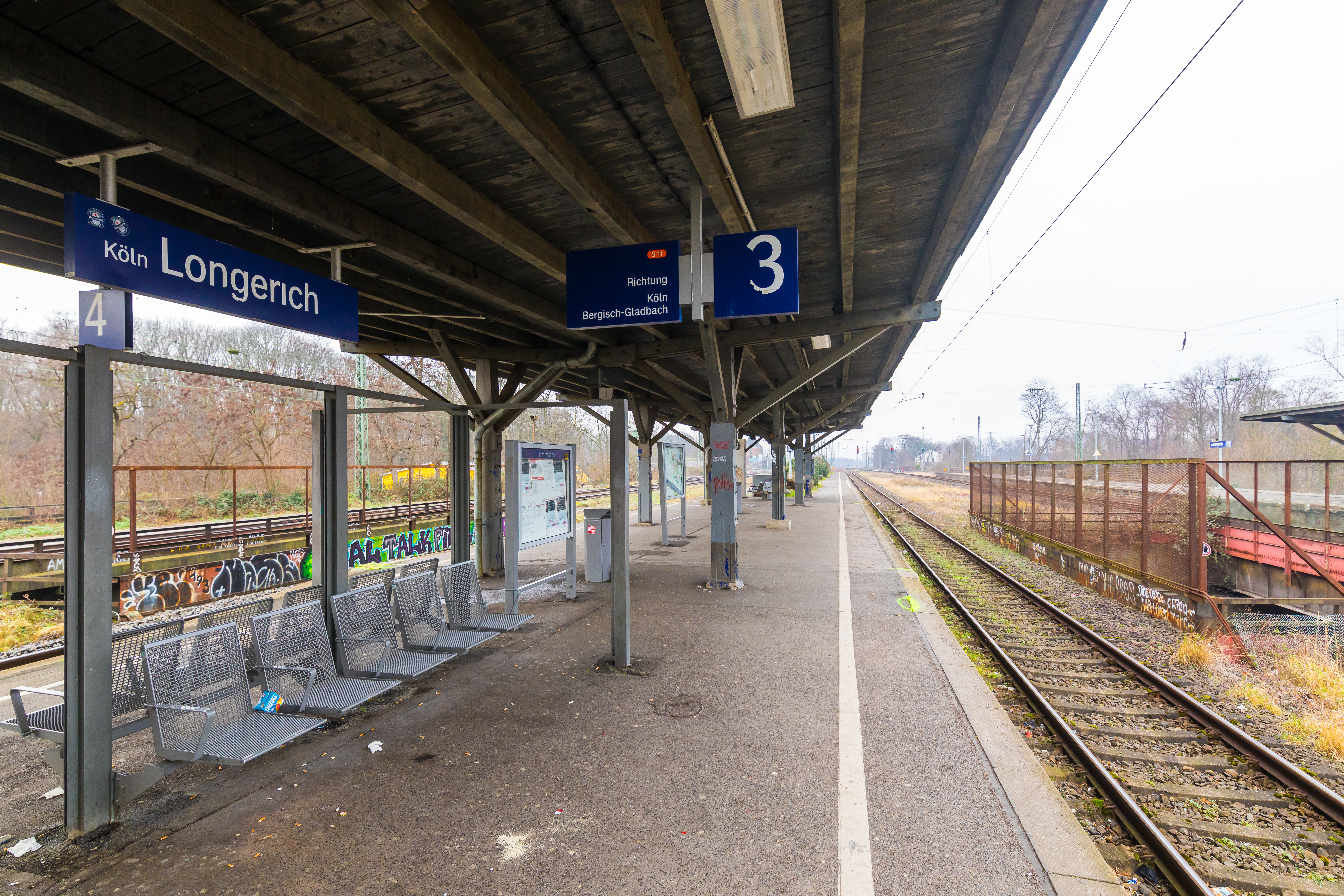
Bahnhof Köln-Longerich

Der Bahnhof Köln-Longerich ist ein Bahnhof im Kölner Stadtteil Longerich an der 1855 eröffneten linksniederrheinischen Strecke Köln–Neuss. Seit 1977 zweigt hier die S-Bahn-Strecke nach Köln-Chorweiler ab, die 1985 nach Köln-Worringen verlängert wurde. Östlich der Personengleise verlaufen die Gleise der Strecke Köln West – Worringen. Dort sind auch Überholgleise vorhanden.

## Personenverkehr
Der S-Bahnhof wird von der Linie S 11 der S-Bahn Köln bedient und in der Hauptverkehrszeit morgens und nachmittags zusätzlich von der Linie S 6 der S-Bahn Rhein-Ruhr.
| Linie | Verlauf | Takt |
| ----- | --- | --- |
| S 6   | Essen Hbf – Essen Süd – E-Stadtwald – E-Hügel – E-Werden – Kettwig – Kettwig Stausee – Hösel – Ratingen Ost – D-Rath – D-Rath Mitte – D-Derendorf – D-Zoo – D-Wehrhahn – Düsseldorf Hbf – D-Volksgarten – D-Oberbilk – D-Eller Süd – D-Reisholz – D-Benrath – D-Garath – D-Hellerhof – Langenfeld-Berghausen – Langenfeld (Rheinland) – Lev.-Rheindorf – Lev.-Küppersteg – Leverkusen Mitte – Lev.-Chempark – K-Stammheim – K-Mülheim – K-Buchforst – K-Messe/Deutz – Köln Hbf – K-Hansaring – K-Nippes (– K-Geldernstr./Parkgürtel – K-Longerich – K-Volkhovener Weg – K-Chorweiler – K-Chorweiler Nord – K-Blumenberg – K-Worringen) Stand: Fahrplanwechsel Dezember 2023 | 20 min (werktags) 30 min (sonn-/feiertags, Essen–Düsseldorf auch samstags) Nippes–Worringen nur werktags 5–20 Uhr und sonn-/feiertags 11–21 Uhr |
| S 11  | D-Flughafen Terminal – D-Unterrath – D-Derendorf – D-Zoo – D-Wehrhahn – Düsseldorf Hbf – D-Friedrichstadt – D-Bilk – D-Völklinger Straße – D-Hamm – NE Rheinparkcenter – NE Am Kaiser – Neuss Hbf – Neuss Süd – Norf – NE-Allerheiligen – Nievenheim – Dormagen – Dormagen-Chempark – Köln-Worringen – K-Blumenberg – K-Chorweiler Nord – K-Chorweiler – K-Volkhovener Weg – K-Longerich – K-Geldernstraße/Parkgürtel – K-Nippes – K-Hansaring – Köln Hbf – K-Messe/Deutz – K-Buchforst – K-Mülheim – K-Holweide – K-Dellbrück – Duckterath – Bergisch Gladbach Stand: Fahrplanwechsel Dezember 2023                                                                        | 20 min |

## Anbindung
Der Bahnhof ist Start- beziehungsweise Endpunkt der Linie 127 zum bzw. vom Ebertplatz und dem Taxirufbus 180 zur bzw. von der Sparkasse Köln-Ossendorf und liegt entlang der Strecke der Linie 121 von der Neusser Str./Gürtel zur Langel-Fähre und der Linie 125 von Weiler nach Pulheim-Sinnersdorf.
Durch die zahlreichen Busse nimmt der Bahnhof eine zentrale Bedeutung in der Anbindung der nördlich und nordwestlich liegenden Stadtteile ein. Eine Anbindung an das Stadtbahnnetz der KVB besteht hingegen nur über die 1,1 km entfernte Haltestelle Longericher Straße der Linie 15.
| Linie | Fahrstrecke |
| ----- | --- |
| 121   | Langel, Fähre – Merkenich – Chorweiler – Longerich – Bilderstöckchen – Geldernstraße/Parkgürtel – Neusser Straße/Gürtel                                |
| 125   | Weiler – Chorweiler – Longerich – Pesch – Esch – Pulheim-Sinnersdorf, Kirche                                                                           |
| 127   | Longerich, Longericher Str. – Longerich – Pesch – Mengenich – Ossendorf – Bilderstöckchen – Geldernstraße/Parkgürtel – Nippes – Hansaring – Ebertplatz |
| 139   | Vogelsang, Wasseramselweg – Müngersdorf Technologiepark – Bickendorf, Rochusplatz – Emilstraße – Ossendorf – Longerich – Longerich, Longericher Str.   |

Am Bahnhofsvorplatz befindet sich ein Taxihalteplatz.

## Anlagen
1855 entstand an der Stelle des heutigen Bahnhofsgebäudes ein Vorgängerbau, der zugunsten eines Neubaus in den 1930er Jahren abgerissen wurde.
Die 1934 fertiggestellte Bahnhofsvorhalle besitzt heute außer Ticketautomaten keine reiserelevante Infrastruktur mehr. In den ehemaligen Geschäftsflächen werden heute Fahrräder verkauft.
Am Bahnhofsvorplatz besteht eine kleine Zahl an Parkplätzen sowie Fahrradständern. Auf der gegenüberliegenden Straßenseite befindet sich ein kostenloser P+R-Parkplatz mit 67 Stellplätzen.